# Mémorial des victimes de l'accident aérien du vol Air France 447
Le Mémorial des victimes de la catastrophe aérienne du Vol Air France 447 est un mémorial commémorant les 228 victimes de la castrophe aérienne du vol Air France 447, installé au cimetière du Père-Lachaise, à Paris en France.

## Catastrophe aérienne
Le 1er juin 2009, l'Airbus A330-200 assurant le vol Air France 447 entre Rio et Paris s'abîme dans l'océan Atlantique, entraînant la mort des 228 personnes à bord. C'est l'accident le plus meurtrier de l'histoire d'Air France.

## Historique
Le Conseil municipal de Paris adopte la disposition, à titre onéreux, d'un terrain à Air France pour y édifier un monument funéraire à la mémoire des victimes et y inhumer les dépouilles retrouvées.
La stèle est inaugurée le 1er juin 2010, un an jour pour jour après la catastrophe, en présence des familles des victimes,.

## Caractéristiques
Le monument se compose d'une grande stèle translucide sur laquelle sont incrustés 228 hirondelles et les mots « en mémoire » dans chacune des vingt langues parlées à bord du vol. Les noms de 222 des 228 victimes sont gravés sur le socle de granite de la stèle,. 
Ce monument est le deuxième installé après celui à Rio de Janeiro, au Brésil.

## Localisation

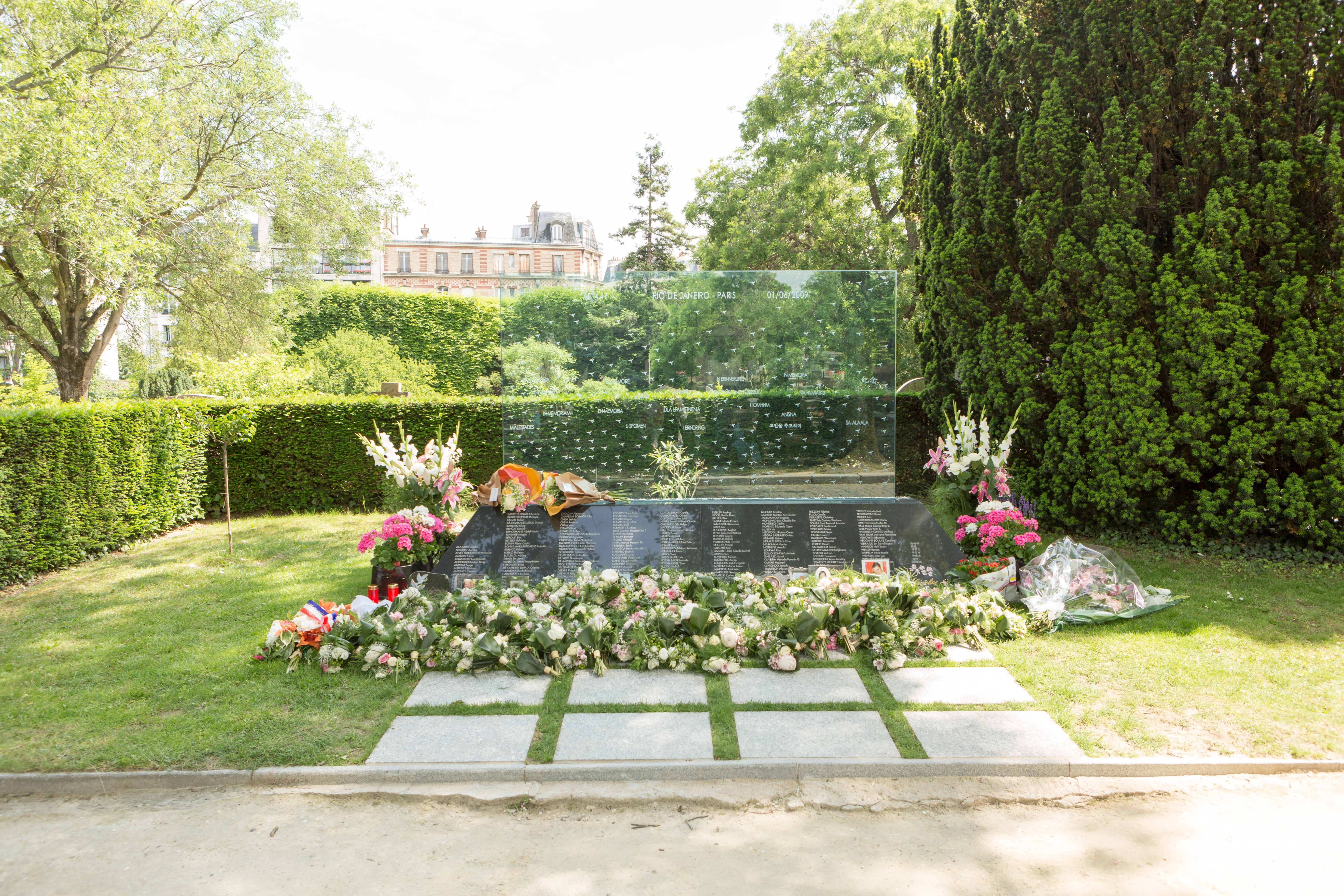
Vue d'ensemble

Le monument n'est pas situé avec les trois autres mémoriaux du Père-Lachaise dédiés aux catastrophes aériennes. Le terrain de 9 m2 est situé dans la 84e division, sur l'avenue transversale no 3.